# Elacatinus colini
Elacatinus colini är en fiskart som beskrevs av Randall och Lobel 2009. Elacatinus colini ingår i släktet Elacatinus och familjen smörbultsfiskar. Inga underarter finns listade i Catalogue of Life.